# Mya (Gattung)

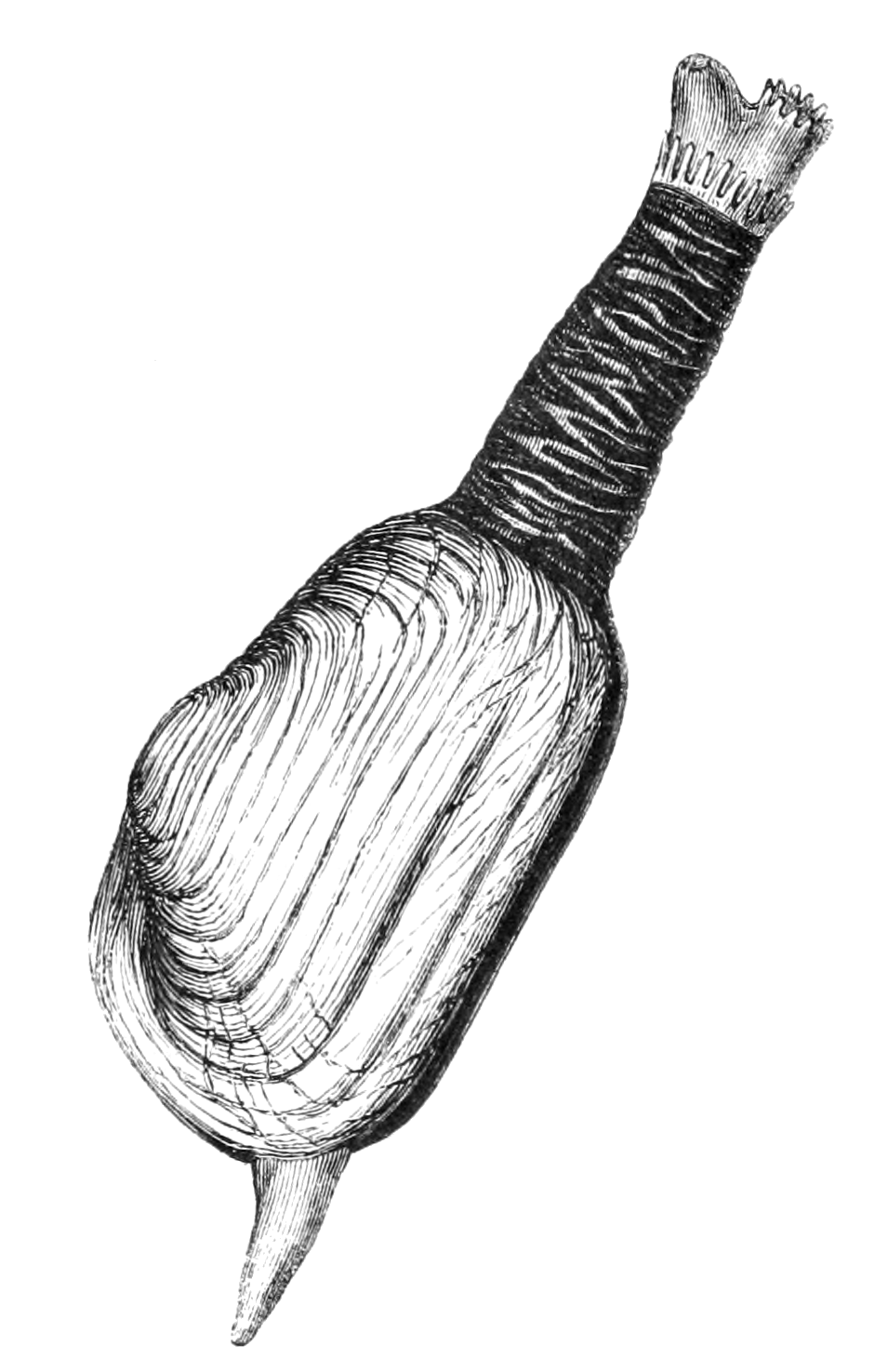
Sandklaffmuschel mit Siphoröhre und Fuß

Mya ist eine Muschel-Gattung aus der Familie der Klaffmuscheln (Myidae). Es ist die Typusgattung dieser Familie. Die ältesten Fossilen Vertreter der Gattung stammen aus dem Oligozän.

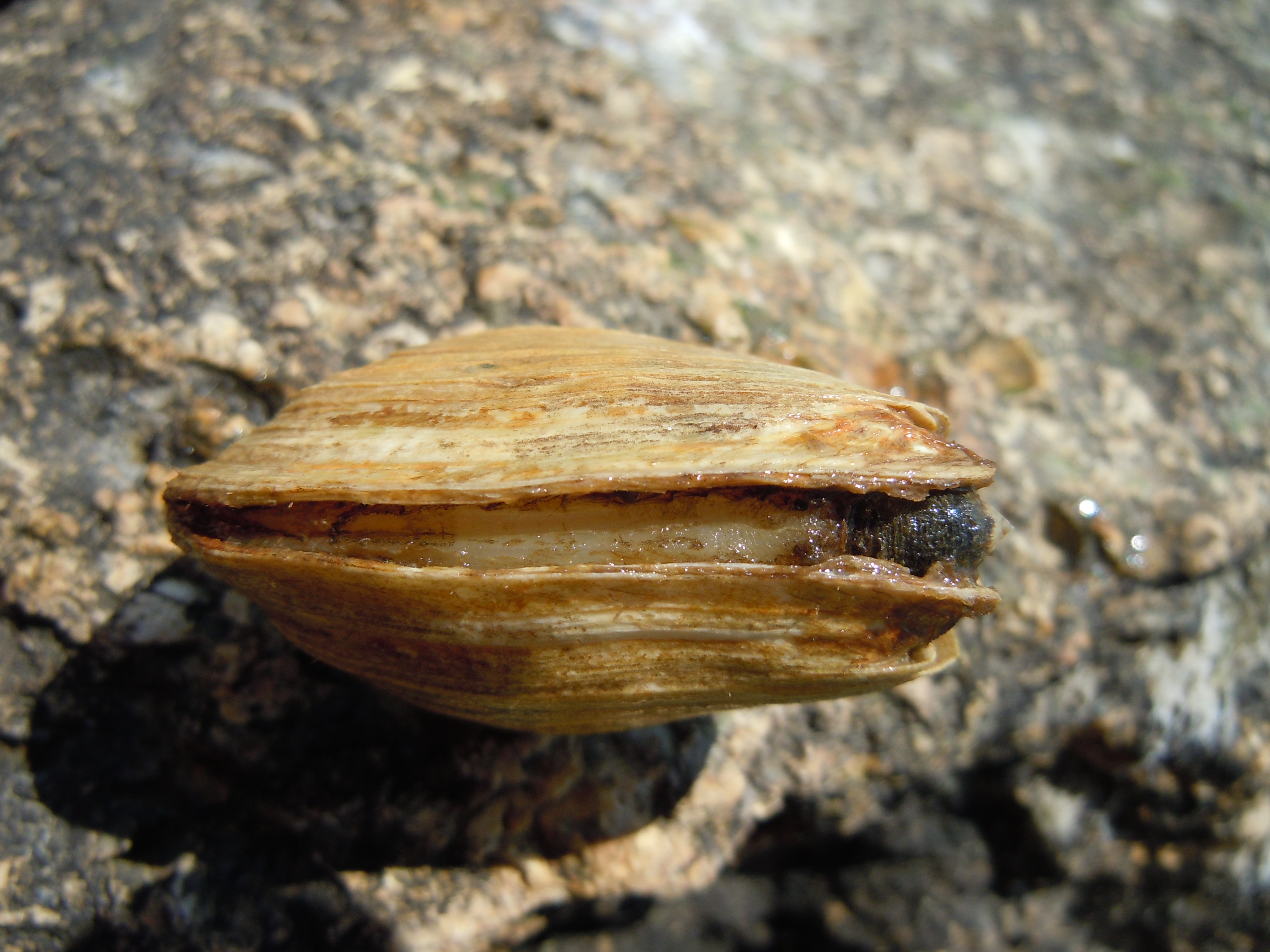
Sandklaffmuschel mit fast geschlossenem Gehäuse

## Merkmale
Das Gehäuse ist leicht ungleichklappig, die rechte Klappe ist etwas größer als die linke Klappe. Das Gehäuse ist im Umriss meist länglich oder quer-elliptisch, auch gerundet-querrechteckig. Das Vorderende ist gerundet, das Hinterende gerundet oder abgestutzt. Es klafft am Hinterende, d. h., es ist auch bei ansonsten geschlossenem Gehäuse ein breiter Spalt vorhanden. Es ist auch mehr oder weniger deutlich ungleichseitig, die Wirbel sitzen vor der Mittellinie (bezogen auf die Gehäuselänge). Lunula und Area sind nicht ausgebildet. Die Gehäuseränder sind innen glatt. Das Schloss ist zahnlos oder mit je einem Kardinalzahn in beiden Klappen. Das Ligament liegt meist intern, in einem großen und gut ausgebildeten Resilifer. In der linken Klappe befindet sich ein Chondrophor. Die beiden, großen Siphonen sind zu einer einheitlichen Röhre vereinigt, die von einer Schicht Periostracum umgeben ist. Die Mantellinie ist tief eingebuchtet. Juvenile Tiere haben noch einen Byssus bzw. eine Byssusdrüse, bei älteren Tieren ist die Drüse rückgebildet und entsprechend kein Byssus mehr vorhanden. Es sind zwei Schließmuskeln vorhanden. Der hintere Schließmuskel ist meist etwas kleiner als der vordere.
Die Schale ist meist dick und nicht besonders festschalig, kann aber auch sehr dünn sein. Die Ornamentierung besteht meist aus randparallelen Wülsten und Anwachsstreifen.

## Geographische Verbreitung und Lebensraum
Die Gattung Mya ist auf die arktischen und kühl-gemäßigten Gewässer der Nordhalbkugel beschränkt. Die Tiere leben meist tief eingegraben im schlickig-sandigen Sediment des Gezeitenbereiches bis in etwa 75 Meter Wassertiefe.

## Taxonomie
Das Taxon wurde 1758 von Carl von Linné aufgestellt. MolluscaBase erkennt vier rezente Arten als gültige Arten an. Andere Autoren listen sechs rezente Arten. Diese Artliste ist mit den von der Paleobiology Database gelisteten fossilen Arten ergänzt sowie mit den Arten, die von MacNneil beschrieben wurden.
- Gattung Mya Linnaeus, 1758
  - Sandklaffmuschel (Mya arenaria Linnaeus, 1758)
  - †Mya arrosis MacNeil, 1965 (Oberes Miozän)[5]
  - Mya baxteri Coan & Valentich-Scott, 1997
  - †Mya convexa Noda, 1992 (Eozän) (ist durch Mya convexa Wood, 1815 präokkupiert)
  - †Mya cuneiformis (Böhm, 1915) (Miozän/Pliozän)[6]
  - †Mya dickersoni Clark, 1915 (Oberes Miozän)[5]
  - †Mya elegans (Eichwald, 1871) (Pliozän)[5]
  - †Mya ezoensis Nagao & Inoue, 1941 (Unteres Oligozän)[5]
  - †Mya fujiei MacNeil, 1965 (Mittleres Miozän)[5]
  - †Mya grewingki Makiyama, 1935 (Oligozän/Miozän)[6]
  - †Mya ilyinensis Sinelnikova, 1991 (?)
  - †Mya japonica Jay, 1858 (Pliozän/Pleistozän)
  - †Mya kovatschensis Kristofovich, 1947 (Eozän)
  - †Mya kusiroensis Nagao & Inoue, 1941 (Oligozän)[5]
  - †Mya majanatschensis Ilyina, 1963 (Oligozän)
  - †Mya priapus Tilesius, 1822 (Pliozän?)[5]
  - †Mya producta Conrad, 1838 (Mittleres Miozän)[5]
  - Mya pseudoarenaria Schlesch, 1931 (Pliozän bis rezent)
  - Mya pullus Sowerby, 1826 (Unteres Pleistozän)[5]
  - †Mya sachalinensis Kristofovich, 1957 (Eozän)
  - †Mya salmonensis Clark, 1932 (Oligozän/Miozän)
  - †Mya schweinfurthi Mayer-Eymar, 1887 (Eozän)
  - †Mya tigilensis Kristofovich, 1947 (Eozän)
  - Abgestutzte Klaffmuschel (Mya truncata Linnaeus, 1758)
  - †Mya virgo Martin, 1879 (Miozän)
  - †Mya wilsoni Ward, 1992 (Oligozän/Miozän)

Typusart der Gattung ist Mya truncata Linnaeus, 1758 durch die spätere Bestimmung durch John George Children.

## Belege